# Jafre
Jafre è un comune spagnolo di 339 abitanti situato nella comunità autonoma della Catalogna.